# Michael Rotich (Mittelstreckenläufer)
Michael Rotich (* 14. Juli 1978) ist ein ehemaliger kenianischer Mittelstreckenläufer, der sich auf die 800-Meter-Distanz spezialisiert hatte.
2003 wurde er Vierter bei den Afrikaspielen in Abuja und gewann Bronze bei den Militärweltspielen in Catania.
Bei den Olympischen Spielen 2004 in Athen schied er im Vorlauf aus.

## Persönliche Bestzeiten
- 800 m: 1:44,09 min, 4. Juli 2004, Iraklio
  - Halle: 1:46,67 min, 29. Februar 2004, Leipzig
- 1000 m: 2:17,73 min, 6. Juli 2003, Rethymno
  - Halle: 2:22,37 min, 3. März 2006, Liévin